# Diversidoris crocea
Diversidoris crocea (Rudman, 1986) è un mollusco nudibranchio della famiglia Chromodorididae.

## Descrizione
Il corpo è interamente di colore giallo, con bordo del mantello di colore bianco e, sulla parte più esterna, arancio.

## Distribuzione e habitat
La specie è segnalata nell'oceano Pacifico occidentale, dal Queensland alle Isole Salomone.